# Arnoglossus brunneus
Arnoglossus brunneus е вид лъчеперка от семейство Bothidae.

## Разпространение и местообитание
Видът е разпространен във Филипини.
Среща се на дълбочина от 165 до 292 m, при температура на водата от 8,1 до 15,2 °C и соленост 34,5 – 34,6 ‰.

## Описание
На дължина достигат до 18,3 cm.